# Melitaea nigrovenata
Melitaea nigrovenata är en fjärilsart som beskrevs av Felix Bryk 1940. Melitaea nigrovenata ingår i släktet Melitaea och familjen praktfjärilar. Inga underarter finns listade i Catalogue of Life.